# Capdevila (Mendoza)
Capdeville es una localidad y distrito argentino ubicado en el departamento Las Heras, provincia de Mendoza. se encuentra ubicada sobre la Ruta Provincial 52, que la vincula al sur con Las Heras, y al oeste con Uspallata. Se formó en torno a la Estación Capdeville del Ferrocarril General San Martín.
En la localidad hay una planta de elaboración de cemento. Se espera también la instalación en 2012 de una empresa productora de muebles de aglomerado. También hay un emprendimiento turístico en un antiguo barrio de obreros de la planta cementera.